# Ferdinando Mosca

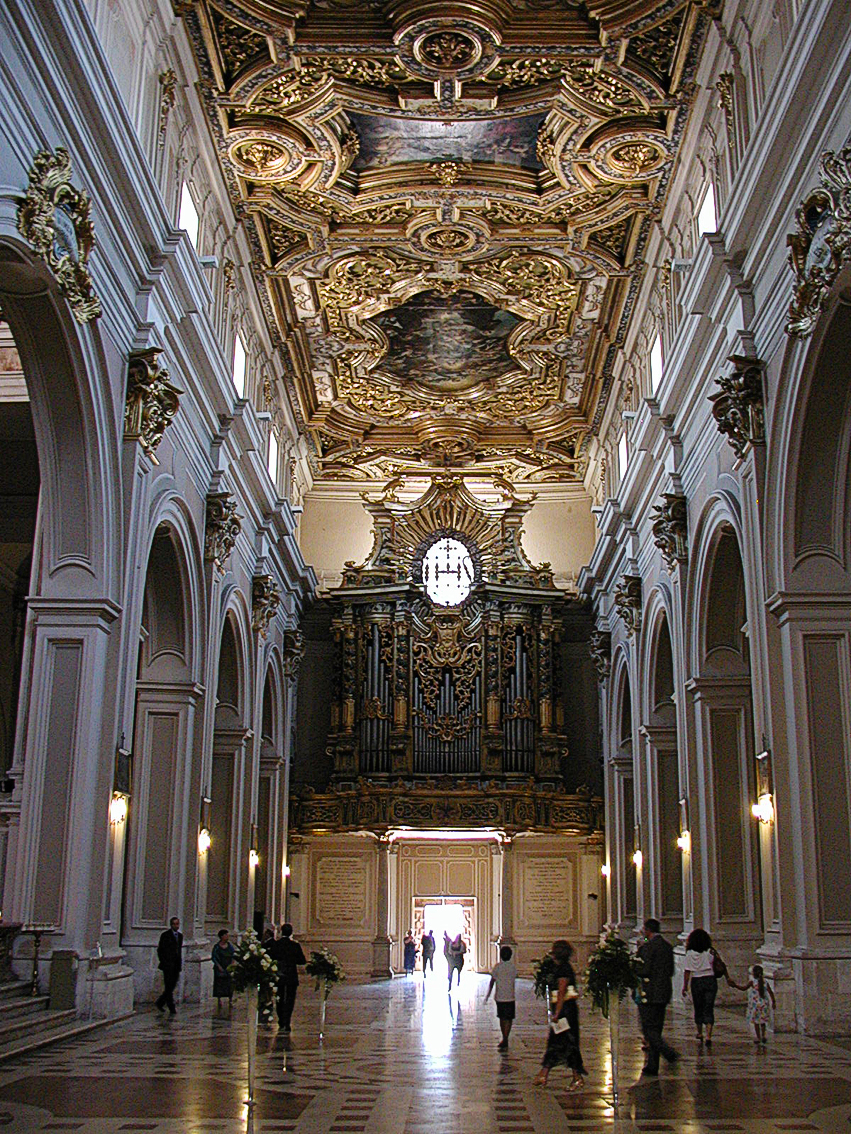
Il soffitto ligneo ornato d'oro zecchino della basilica di San Bernardino.

Ferdinando Mosca (Pescocostanzo, 1685 – Sulmona, 1773) è stato un architetto e intagliatore italiano del XVIII secolo.

## Biografia
Nacque sul finire del XVII secolo a Pescocostanzo, nell'Alto Sangro in Abruzzo, dove si sviluppò in quegli anni una meritevole tradizione di artigianato, anche grazie all'eredità artistica dello scultore napoletano Cosimo Fanzago. Nel 1716 lavorò nel paese natale al completamento dell'altare maggiore della chiesa di Santa Maria del Suffragio, eretto qualche decennio prima da Palmerio Grasso.
Successivamente si trasferì all'Aquila dove erano in corso numerosi lavori di ricostruzione dopo il terremoto del 1703: qui, nel 1726, realizza il soffitto ligneo dell'oratorio di Sant'Antonio dei Cavalieri de' Nardis e l'anno successivo completa il maestoso soffitto a cassettoni in legno intagliato ed ornato di oro zecchino della basilica di San Bernardino, considerato il suo capolavoro. Nella basilica aquilana realizza inoltre la cassa lignea che custodisce l'organo di controfacciata, costruito nel 1726 da Feliciano Fedeli. Sempre all'Aquila, realizza il coro ligneo della cattedrale dei Santi Massimo e Giorgio e, sullo stesso modello, ne produrrà molti altri in giro per l'Abruzzo, tra cui meritano menzione quello della basilica Valvense a Corfinio (1738) e quello della cattedrale di San Panfilo a Sulmona (1751).

## Opere principali
- Altare maggiore della chiesa di Santa Maria del Suffragio (completamento), Pescocostanzo
- Pulpito della chiesa di Santa Maria della Valle, Scanno
- Soffitto ligneo dell'oratorio di Sant'Antonio dei Cavalieri de' Nardis, L'Aquila
- Soffitto ligneo della basilica di San Bernardino, L'Aquila
- Organo della basilica di San Bernardino (completamento), L'Aquila
- Coro ligneo della cattedrale dei Santi Massimo e Giorgio, L'Aquila
- Coro ligneo della basilica Valvense, Corfinio
- Coro ligneo della chiesa di San Domenico, Penne
- Coro ligneo della cattedrale di San Giustino, Chieti
- Coro ligneo della chiesa della Santissima Annunziata (completamento), Sulmona
- Coro ligneo della cattedrale di San Panfilo, Sulmona
- Organo della cattedrale di San Panfilo, Sulmona[8]
- Coro ligneo della chiesa di Sant'Anna, Rivisondoli